# 道教
道教（どうきょう、拼音: Dàojiào）とは、中国三大宗教（三教、儒教・仏教・道教の三つ）の一つ。ほかに「道家の教・道門・道宗・老子の教・老子の学・老教・玄門」などとも呼ばれる。
道教は、老子の思想を根本とし、その上に不老長生を求める神仙術や、符籙（おふだを用いた呪術）・斎醮（亡魂の救済と災厄の除去）、仏教の影響を受けて作られた経典・儀礼など、時代の経過とともに様々な要素が積み重なった宗教とされる。典型的な多神教であり、伝説的には、黄帝が開祖で、老子がその教義を述べ、後漢の張陵が教祖となって教団が創設されたと語られることが多い。ほかにも、『墨子』の鬼神信仰や、儒教の倫理思想・陰陽五行思想・讖緯思想・黄老道（黄帝・老子を神仙とみなし崇拝する思想）なども道教を構成する要素として挙げられ、金属の精錬技術や医学理論との関係も深い。
道教は、その長い歴史の中で、悪魔祓いや治病息災・占い・姓名判断・風水などと結びついて社会の下層に浸透し、農民蜂起を引き起こすこともあった。一方で、社会の上層にも浸透し、道士が皇帝個人の不老長生の欲求に奉仕したり、皇帝が道教の力を借りて支配を強めることもあった。また、隠遁生活を送った知識人の精神の拠りどころとなる場合も多い。こうした醸成された道教とその文化は現代にまで引き継がれ、さまざまな民間風俗を形成している。

## 成立

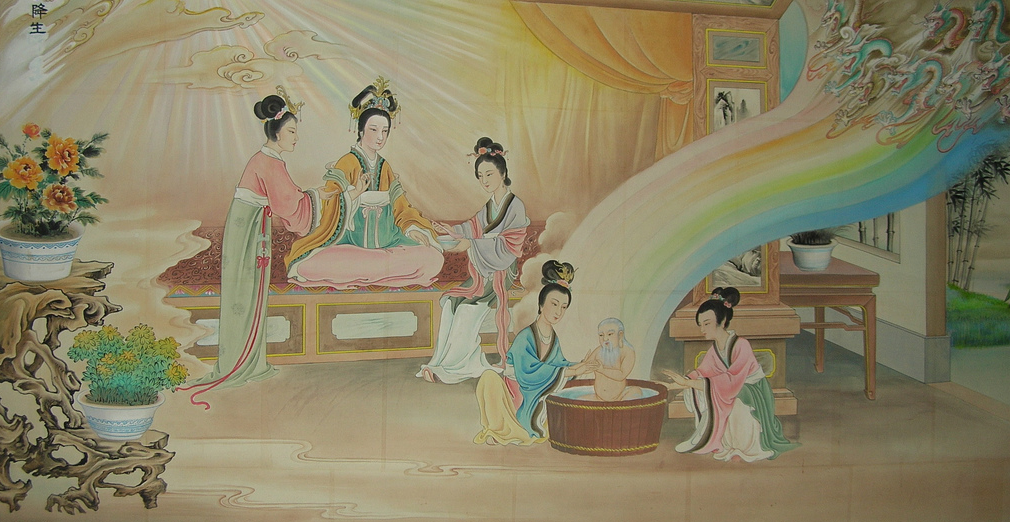
老子の誕生を描いた画

道教の成立について、道教内部での伝説では、道教は老子の創始とする説、元始天尊（宇宙の創成者）によって作られ老子が継承したとする説、黄帝が開祖で老子がその教義を述べたとする説などがある。一方、現代の研究者の主な学説は以下である。
1. 諸子百家の「道家」に起源を求める説。
道家は、宇宙の起源や万物の生成、社会の興亡や人の善悪などを議論する学派である[6]。漢代にはここから黄老思想（黄帝と老子を神仙として崇拝する思想）が発展し、後漢には黄老思想は徐々に神秘化され、宗教的性格を帯びるようになった[6]。古来「道教」と「道家」は同義語として用いられ、道家と道教はどちらも「道」を重視する点で一連のものとしてみなされてきた[7]。これに従えば、宗教としての道教の起源も諸子百家の「道家」にあると考えられる[7]。
2. 2世紀後半の太平道・五斗米道を道教の始まりとする説。
宗教的な教団組織の成立という点に着目すると、民衆運動の中から生まれた太平道・五斗米道が道教の原初的形態であると考えられる[2]。
3. 5世紀半ばを道教の始まりとする説。
「道教」という語が仏教に対する中国固有の宗教を指す言葉として用いられるのは南朝斉の顧歓の「夷夏論」が現存する文献では最古であり、この頃に中国固有の宗教としての「道教」という概念が成立したと考えられる[2]。

## 歴史

### 道家・老子と黄老思想の発生

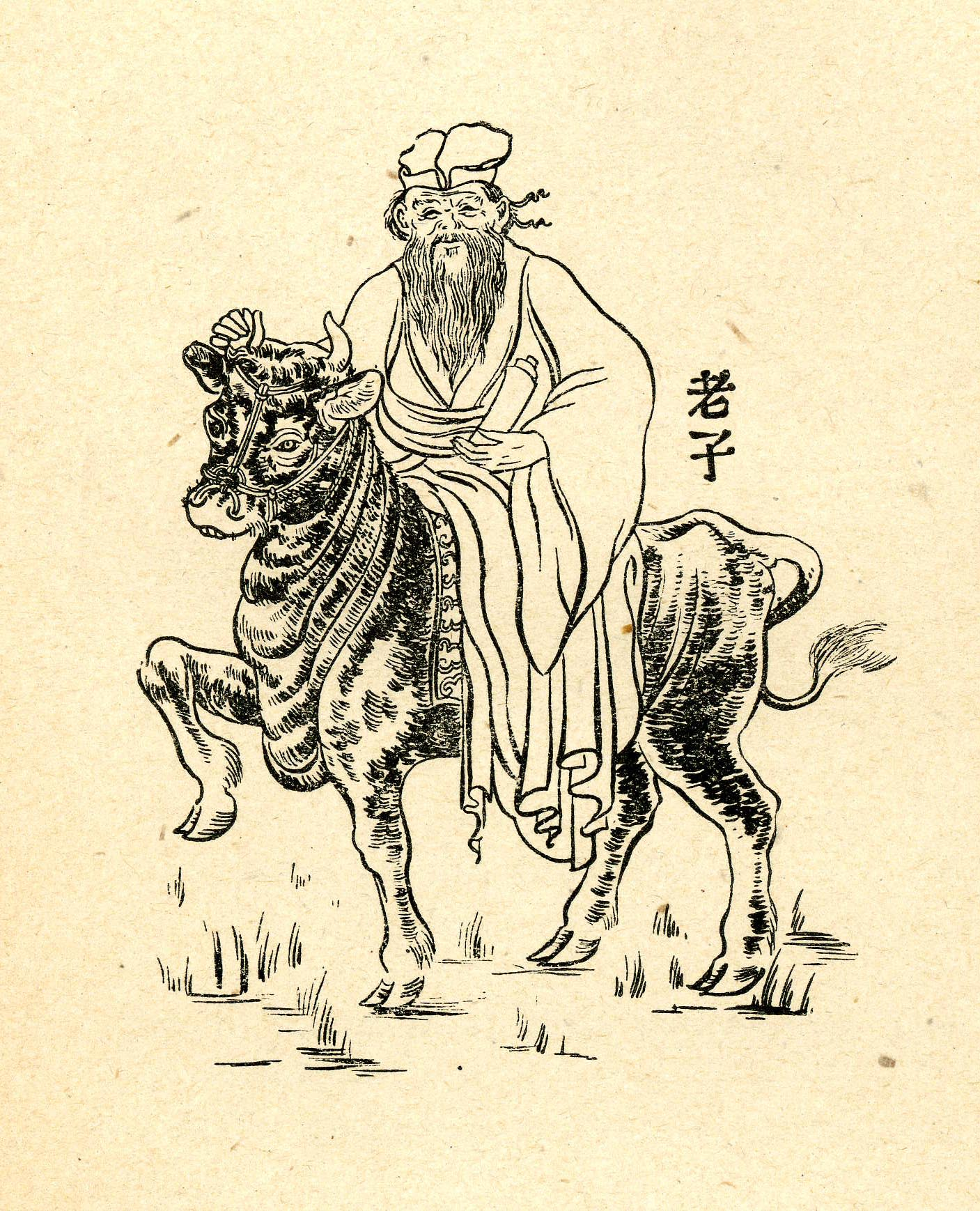
水牛の上に乗った老子

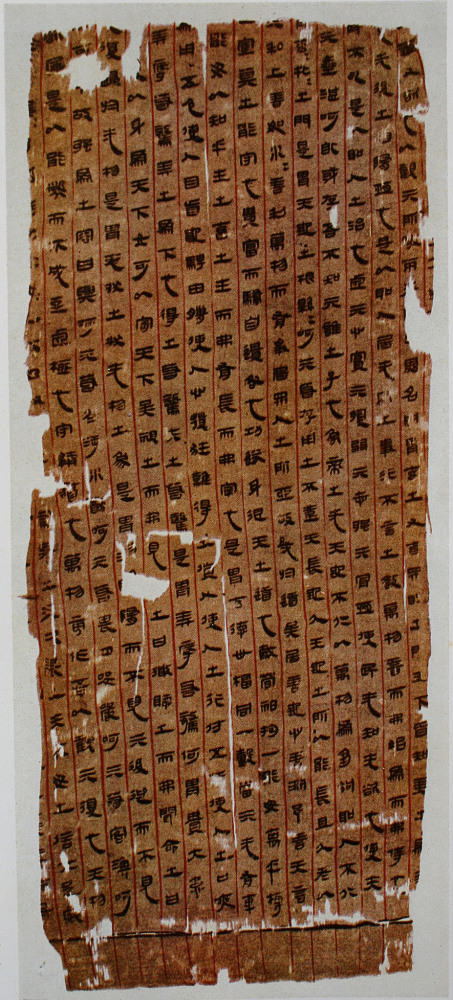
馬王堆帛書の『老子』

道教は中国古来の宗教的な諸観念をもとに長い期間を経て醸成されたもので、一人の教祖が始めたものとはいえない。よって老子が道教の教祖であるとはいえないが、『老子』に説かれる「道」の概念が道教思想の根本であることは確かである。
老子は先秦時代の学者とされるが、その経歴については不明な点が多く、その思想を記した『老子道徳経』の成立時期もさまざまな説がある。戦国時代後期には、老子の「道」「徳」「柔」「無為」といった思想は知られていたとされ、「道」を世界万物の根源と定める思想もこの頃に発生し、老子の思想と同じ道家という学派で解釈されるようになった。
前漢の頃、『老子道徳経』の思想は、古代の帝王である黄帝が説く無為の政治と結びつきを強め、道家と法家を交えた黄老思想が成立した。その過程で、老荘思想的な原理考究の面が廃れ、黄帝に付随していた神仙的性質が強まり、老子もまた不老不死の仙人と考えられ、信仰の対象になった。

### 後漢末：教団の成立
教団としての「道教」は、後漢末期から魏晋時代にかけての太平道・五斗米道に始まるとされる。
鉅鹿郡の張角は、自ら「大賢良師」と称し、黄老道を奉じて弟子を集め、「太平道」と呼ばれる教団を組織した。その活動は「首過」（罪を告白し天や鬼神に懺悔する）や「符水呪説」（おふだを入れた水を飲み呪文を唱える）などである。この教団は後漢末期の不安定な時代に多くの信者を集め、数十万人の農民が集結し、軍隊のような組織になると、184年に黄巾の乱を起こしたが、鎮圧されて教団は壊滅した。
また、太平道よりやや遅れて、蜀で張陵によって五斗米道（天師道）が組織された。五斗米道も、道徳的反省を行い、鬼神の祟りを避けて病を癒す「思過」を説くなど、太平道と似た性質の宗教集団である。ただ、五斗米道では教説がより具体化され、『老子五千文』の学習、罪を反省する「静室」の整備、罪に服する書の山神・地神・水神への奉納、春夏の殺生の禁止などがあった。
五斗米道の組織は官吏制度を模範に作られ、「治官」によって統率される「治」を単位とし、最高指導者の「天師」のもとでの厳密な組織体系になっている。五斗米道は強固な教団組織のもと徐々に発展し、3代目の張魯の頃には蜀から中原にまで広まっていた。魏の曹操は蜀を滅ぼした後、張魯ら一族を厚遇し、信者数万戸は黄河や渭水流域に移住させ、この地で五斗米道は大きく広がった。

### 魏晋時代：文献の成立
以上のような組織化された教団のほかに、神仙になるために個人で道術の修行をする動きもよく見られ、その修行の理論や方法を文章化したのが葛洪『抱朴子』である。葛洪は、神仙は実在であることを力説し、普通の人々も仙道の方術を実践することで仙人になることができるとした。その方法が「還丹」（硫黄と水銀によって作られた鉱物）と「金液」（黄金を溶解してできた液体）を服用することである（金丹）。
また、東晋の363-371年に茅山で行われた神降ろしの儀式によって魏華存といった神仙が降臨し、その言葉を楊羲・許謐・許翽らが書写した。これがのちに南朝梁の陶弘景によって整理され、『真誥』7篇が成立した。『真誥』など許氏一族による文献のほか、『黄庭経』といった古いものを含みつつ、六朝末に至るまで蓄積された経典群が『上清経』であり。これを根本とする道教の一派が「上清派」である。

### 南北朝時代：道教の発達
北朝では、天師道の寇謙之によって、天師道の教団制度が立て直された。祭酒が勝手に教職者を任命する制度や世襲制を廃止し、教職者には品行方正を求めた。父母・教師・君主への従順を説くなど、道教に儒教的な倫理規範を取り入れた。寇謙之は崔浩を通して太武帝を道教の信奉者にさせ、国家的に天師道を崇拝するよう宣布させることに成功した。
一方、南朝では、仏教の流入に対抗して、これまでの道教の流れを統一し、中国固有の文化としての道教を守ろうという動きが現れた。たとえば陸修静は、真偽乱れていた道教経典を整理し、戒律や符籙を鑑定し、その文献群を「三洞」として整理した。こうした陸修静の作業の成果は『三洞経書目録』として現代に伝わり、南朝宋末期にこの「三洞」に「四輔」が加わり道教教理の基本が出来上がった。これによって道教の経典体系が成立し、道教を儒教・仏教と並ぶ三教とする端緒になった。また、陸修静の孫弟子の陶弘景は、『真誥』整理のほか、天文・暦法・数学・地理・医学・薬学・錬丹といった各方面の著作を残し、上清派の方術を説く『登真隠訣』、過去の道教経典を総括し修養論を説く『養性延命録』などがある。陶弘景によって上清派の学問が集大成され、後に王遠知・潘師正・司馬承禎・李含光といった道士を輩出した。
この頃、道教の普及とともに、皇帝が都に道士のための住居と修行の場を作るようになった（＝道観）。最初の道館とされるのは、南朝宋の明帝が陸修静のために建造した崇虚館である。道観に入る者は税の免除などの特権があったため道観は急速に発達し、道観に居住する道士の生活の仕方や宗教活動の在り方を定める規範（威儀）として『正一威儀経』や『三洞奉道科戒営始』が制作された。徐々に、道観は道士の居住の場だけではなく、上章・斎・講経といった重要な儀式も行われるようになった。

### 唐：最盛期
唐代に入ると道教が重視されるようになり、中国の歴史上最も道教文化が栄えた時代となった。李淵は、李氏が天下を得ることを老君（太上老君）が予言したという道士の言葉を利用して唐王朝を創立し、老子を王室の祖先であるとしたため、基本的には道教を仏教より優先する政策が採られた。金丹が皇帝の支持を得て広く流行し、唐の末期にはその中毒によって穆宗・武宗・宣宗が命を落とすことにもなった。
この頃、道士は大きな役割を担い、国家の慶賀の儀式、皇帝の祖先の供養、皇帝や皇后の誕生日の祝い、雨乞いや晴天祈願、皇帝やその一族の健康長寿祈願、不老長生の方法の教授などが重要な役目であった。皇帝も道教を保護・信奉し、宮観の建設や道士の供養などを行った。
また、全国各地に道観が建てられて道士が配置され、国家と皇帝の安寧を祈願する金籙斎などの道教儀礼がしばしば執り行われた。もともと道観の数は仏教寺院よりはるかに少なかったが、李淵は都市と全国各地に仏教寺院と道観を同数設置するように調整した。唐代の道教重視は科挙にも反映され、高宗の時に『老子道徳経』が項目に加えられ、玄宗の時には『荘子』『列子』『文子』も加わった。

### 宋・金・元
北宋の皇帝のうち、特に真宗と徽宗は道教を宣揚し、全国各地に道観が林立し、上級道士の身分的地位は高まり、道教経典も大量に出版された。特に、真宗の命で『道蔵』（道教の一切経）である『大宋天宮宝蔵』が作られ、張君房がそのダイジェスト版の『雲笈七籤』を制作した。ここには道教の教理・歴史、服気・内丹・外丹といった道術、神仙の伝記・詩歌が体系的に整理され、現代でも北宋以前の道教を知る上で重要な書となっている。
宋代の江南地方では、道士に資格と位を授ける拠点（総本山）を基礎に、道教の宗派が形成され、龍虎山（正一派）・茅山（上清派）・閣皁山（霊宝派）の「経籙三山」と呼ばれる三つの宗派が生まれた。
また、金の領地となった北方では、新興の教派が人心を集めた。この時期に新しく生まれた道教は「新道教」と総称され、従来の道教の呪術的教法と社会的堕落を批判し、厳しい倫理実践や経世済民を説くものが多い。特に大きな組織となったのが太一教・真大道教・全真教である。
元代になると、全真教の指導者の丘処機がチンギス・カンと会見し、全国の道教の管理や道士の賦税免除という特権を受けたことで、全真教はさらに勢力を伸ばした。全真教の指導者は元の王朝から「掌教」という地位を与えられ、王重陽の弟子によって分化した全真教の各流派の核となった。ほか、元代には儒教倫理である「忠孝」を中心に据えた「浄明道」が興った。元代末期には、江南を中心とする正一教と、北方を中心とする全真教が二大宗派となっていた。

### 明
明代初期、朱元璋は仏教・道教を規制する政策を採っていたが、後には龍虎山の天師に全国の道教を管理させ、自ら斎醮の儀礼を制定して全国に公布し実行させた。この背景には、正一道の斎醮行事が自身を神格化し、封建統治を強固にしうると考えたことがあった。これによって道教が国家の制度に組み込まれ、正一教と全真教が正当な道教の宗派と定められ、特に北方は全真教、南方は正一教が教区とした。どちらも道観を拠点に道士が宗教活動を行うのは同じだが、道士に戒律を伝授することで資格を認める全真に対し、正一は符籙を与える制度であり道士には妻帯も許された。正一と全真を二大本流とする道教の構造は現代まで引き継がれている。
北宋以来『道蔵』の編纂は継続的に行われ、明代に『正統道蔵』が完成し、これを増補して『万暦続道蔵』が完成した。この二つが完全な形で現代に伝わる最古の『道蔵』で、道教の基本文献として重要なものである。

### 清
満州族が統治した清代においては、皇帝による道教熱は低く、政治的に利用されることも少なかった。公式に道士に斎醮法事を行わせた事例も非常に少なく、さらに巫師や道士が除災祈願をするのを固く禁止したことから、正一教の活躍の場は狭まった。一方で、民間信仰のなかで人気のあった文昌帝君や媽祖、関帝（関羽）、蚕神といった神々が、積極的に道教の中に取り入れられるようになった。この傾向は北宋の末頃から見られ、『道蔵』にはそれぞれの神格に対する独自の道書も収められている。民間信仰と道教の接触は明清時代に加速し、それぞれ独立しながらも共存・強調していた。
なお、明清時代を通して、中国にはさまざまな民間の秘密宗教が生まれたが、これとも道教は密接に関係していたとされている。明代の中頃から末期に存在したものに羅祖教・黄天教・三一教・紅陽教・混元教などがあり、清代に存在した者に八卦教・青蓮教・金丹教・黄崖教などがある。特に内丹の修煉の理論や実践が道教と共通している。こうした民間宗教の経典は「宝巻」と呼ばれ、神仙世界や内丹が語られることが多い。

### 現代

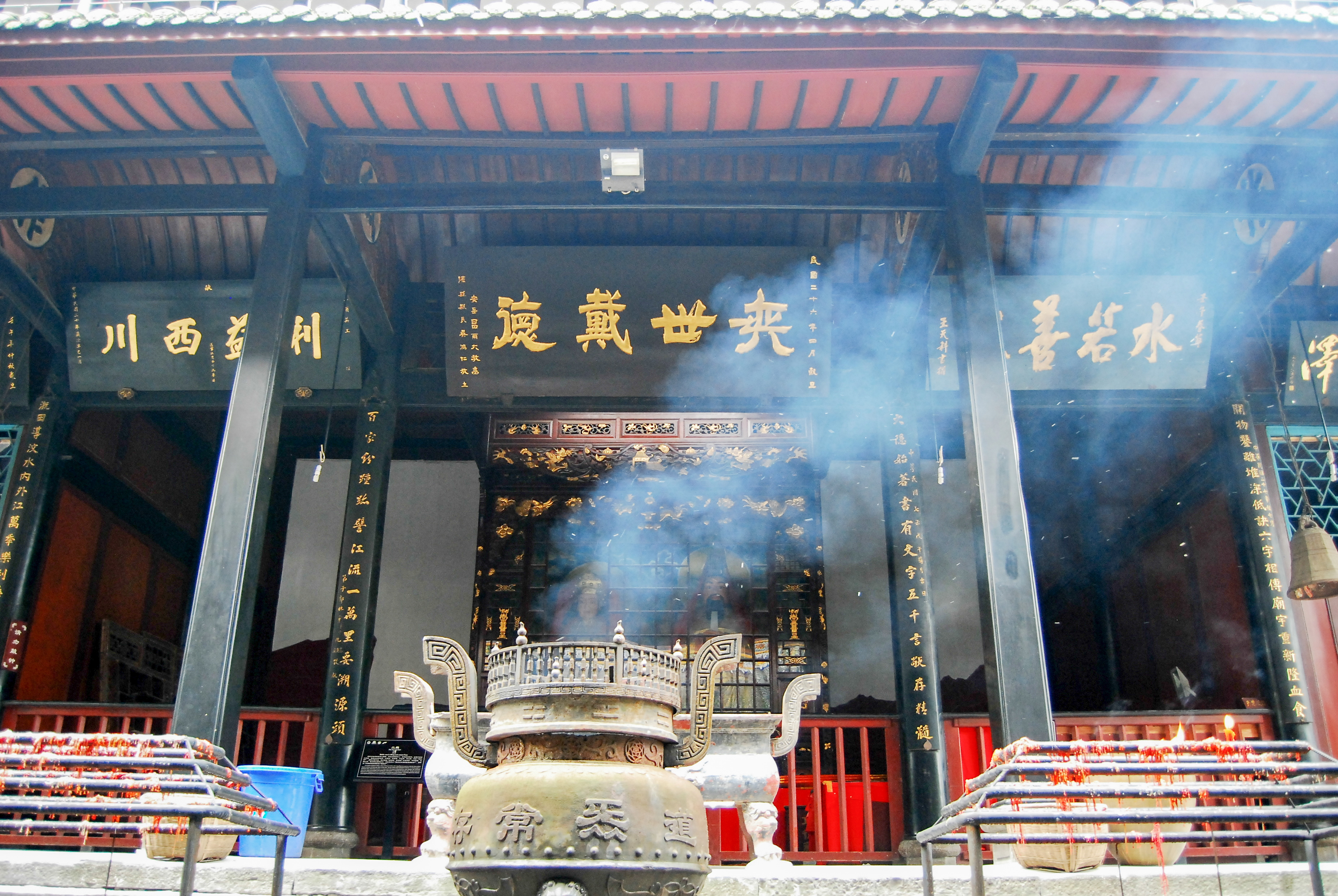
四川省都江堰市の二王廟内殿。道観の一例。

現代、全世界に道教の信徒を自認する人は3000万人ほどおり、台湾や東南アジアの華僑・華人の間で信仰されている。また、中国のみならず中国文化の影響下にあった朝鮮半島・東南アジア・日本といった地域では、道教的な文化を多く受容している。中国本国においては、五四運動による近代政治思想の影響や日中戦争による軍事混乱の影響、また中国共産党の宗教禁止政策などで下火になったが、近年徐々に復興している。
現代中国では、主に北方で信仰されて出家主義をとる全真教と、主に南方で信仰されて在家主義をとる正一教が盛んである。現存する道観としては、北京白雲観・瀋陽太清宮・茅山道院・龍虎山天師府・嵩山中岳廟・武当山紫霄宮などがあり、合わせて中国本土で1500ほどが現存するとされる。また、道士は2万5千人ほどであるとされる。中国道教教会は1957年に発足し、1967年から1979年までは文化大革命によって活動が停止されたが、1980年に活動を再開した。現在まで途絶えることなく継承されてきた道教の宗派は台湾に拠点を移した正一教で、台北市の覚修宮に本部が置かれ、第64代天師の張源先まで法統が保たれ、継承されてきた。

## 道教の内容・教義

### 分類
道教が幅広い内容を含むものであることは古くから指摘されており、たとえば南朝梁の劉勰が著した『滅惑論』では、道教の3つの要素を「道教三品」として挙げている。
- 上：老子 - 老子の無為や虚柔の思想
- 次：神仙 - 神仙の術
- 下：張陵 - 祭祀や上章（神々への上奏文を燃やす儀式）および符書（お札）の類

また、元の馬端臨が著した『文献通考』の「経籍考」では、道教の内容を五つ挙げている。
- 清浄 - 老子・荘子・列子などの清浄無為の思想。
- 煉養 - 内丹などの養生術。
- 服食 - 仙薬を服用し不老長生を図ること（外丹）。
- 符籙 - 符籙（おふだ）を用いた呪術。
- 経典科教 - 仏教に対抗して作られた経典や儀礼で、近世の道士が用いるもの。

ほか、『四庫提要』の「道家類」の序文では、道家（道教）は老荘の「清浄自持」を根本とし、その後、神仙家・煉丹術・符籙・斎醮（亡魂を救済したり災厄を除去するために行う）・章呪（神々への上書文や呪術）などが加わっていったという説明がなされている。
以下、これらの各要素について説明を加える。

### 老子の「道」
『老子』に説かれる「道」の概念が、道教の思想の根本である。道教においては、不老長生を得て「道」と合一することが究極の理想として掲げられ、道徳の教理を記した書の冒頭には『老子』の「道」または「道徳」についての説明がなされるのが通例である。『老子』では、世間で普通に「道」と言われているような道は本当の道ではないとして否定し、目に見える現象世界を超えた根源世界、天地万物が現れた神秘の世界に目を向ける。「道」は超越的で人間にはとらえがたいものだが、天地万物を生じるという偉大な働きをし、気という形で天地万物の中に普遍的に内在している。
道教においては、不老長生を得て「道」と合一することを理想とするが、その際には精神的な悟脱だけを問題とするのではなく、身体的な側面も極めて重視する。そのため、形而上の「道」の具体的な発現である「気」もクローズアップされるようになった。

### 神仙
道教の信仰する神仙は大きく分けて「神」と「仙」の2種類である。「神」には天神、地祇、物霊、地府神霊、人体の神、人鬼の神などが含まれる。このうち天神、地祇、陰府神霊、人体の神のような「神」は、先天的に存在する神様である。「仙」は仙真を指して、仙人と真人を含んで、後天的に修練を経て道を得て、神通力は広大で、変化は計り知れず、また不死の人である。
健康で長生きしたいという人々の共通の願いが、永遠の生命を得るという超現実的なところまでふくらませたものが神仙という観念で、道教では理念的には神仙になることを最終目標としている。神仙は、東の海の遠くにある蓬萊山や西の果てにある崑崙山に棲み、不老不死などの能力を持つ。また、戦国時代から漢代にかけては、神仙は羽の生えた人としてイメージされることが多く、神仙は天へと飛翔する存在とされる。神仙への憧れは様々な伝説を生み、『列仙伝』や『神仙伝』といった仙人の伝承が生まれた。
また、道教の中で中心となる神は、当初は老子を神格化した「老君」や「太上老君」がおり、6世紀ごろからは宇宙の「道」を神格化した「元始天尊」や「太上道君」、13世紀ごろからは黄帝の変身である「玉皇大帝」や「呂祖」がいる。ほかにも、かまどの神や媽祖（海上の守護神）など無数と言えるほどに多くの神が存在する。

#### 外丹

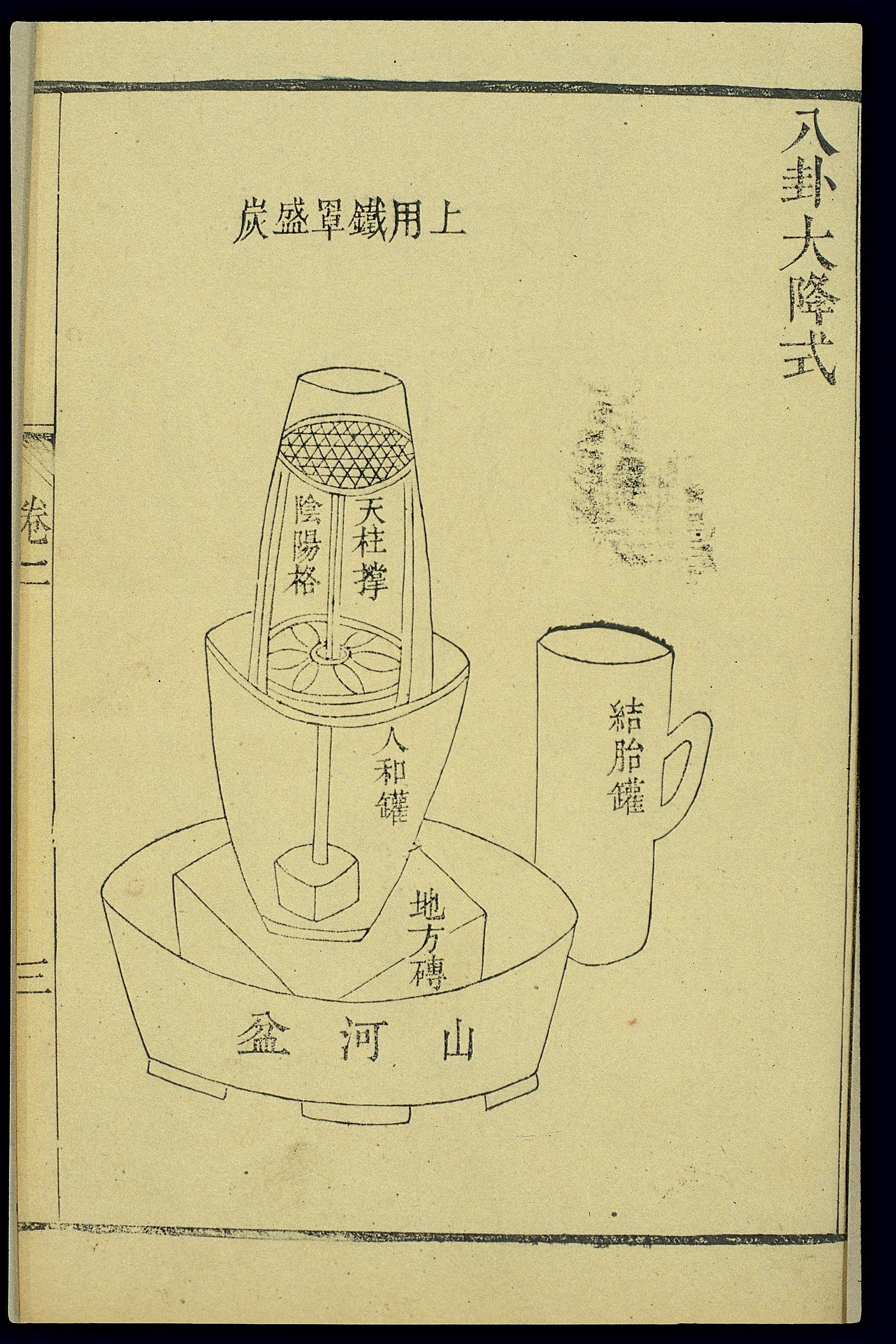
清代に出版された煉丹術の書。

仙人になるための修行理論や方法は葛洪『抱朴子』に整理されている。葛洪は、人は学んで仙人になることができると主張し、そのための方法として行気（呼吸法）や導引、守一（身体の「一」を守り育てること）などを挙げ、特に「還丹」と「金液」の服用を重視した。金石草木を調合して還丹・金液といった不老不死の薬物を錬成することを「外丹」（練丹術、金丹）と呼ぶ。ただ、実際には水銀化合物を含む丹薬は毒薬であり、丹薬の服用で命を落とした人も多い。
外丹の研究は丹砂や鉛といった鉱物に対する科学的知識を多く蓄積し、唐代の道士が煉丹の過程で事故を起こしたことがきっかけとなって火薬の発明に至った。また、道士は中毒死を防ぐために医学について研究したため、漢方医学の発展を促し、煉丹術の成果は医学に吸収されて薬として用いられている。宋代以後は、金丹といった「外物」（自己の身体の外にある物質）の力を借りるのではなく、修練によって自己の体内に丹を作り出すという「内丹」の法が盛んになることとなり、外丹は下火になった。

#### 内丹
内丹とは、瞑想などを通じて体内の気を練って体の中に金丹を生み、不老長寿に至る方法論である。ここでは、人間の肉体そのものを一つの反応釜とし、体内の「気」を薬材とみなして、丹薬を体内に作り出すことが試みられ、それによって不老長生が実現するとされる。呼吸法には「吐故納新」、瞑想法には五臓を意識して行う「化色五倉の術」、ほかに禹の歩みを真似て様々な効用を求めた「禹歩」などがある。また、道教においては身体と精神は密接につながっていると考えられるため、感情を調和のとれた穏やかな状態に保つ精神的な修養も不老不死のために必要であるとされた。過去の外丹が莫大な出費を要するうえに失敗に終わったのに対し、自己の身体のみを用いる内丹は誰でも取り組めるため、多くの本が出版されて手軽なものとして広がった。
内丹の根本経典とされたのは『周易参同契』と張伯端の『悟真篇』である。『悟真篇』の内丹法は、「金丹」を体内で練成する段階と、それを体内に巡らせる「金液還丹」の段階に分かれている。前者の段階は、腎臓の部位に感じられる陽気の「真陽」と、心臓の部位に感じられる陰気の「真陰」を交合させると、丹田に金丹が生じるというもの。後者の段階は、体内の金丹を育成し、身体の精気を金液に変化させる。この時、金液は督脈と任脈のルートに沿って体内を還流し、十ヶ月続けると神仙になる。ただし、これと同時に心性・精神の修養も必要であるとされ、これは「性命兼修」また「性命双修」と呼ばれ、全真教で重視された。

#### 羽化仙・尸解仙
以上のように、道教においてはさまざまな方法によって不老長生の仙人になることが目指されたが、現実には死は避けがたいものであった。そこで、形の上では死ぬという手続きを経た上で、のちに仙人になるという考え方が生まれ、これを「尸解」という。尸解仙の伝説にはさまざまなものがあり、死んだ人が生き返った、棺の中の遺体が消えて服だけになっていた、遺体がセミの抜け殻のように皮だけになっていたといった逸話が語られた。また、丹薬によって中毒死した場合も、それは本当の死ではなく、尸解仙になったものと考えられた。

### 儀式

#### 霊符・符籙

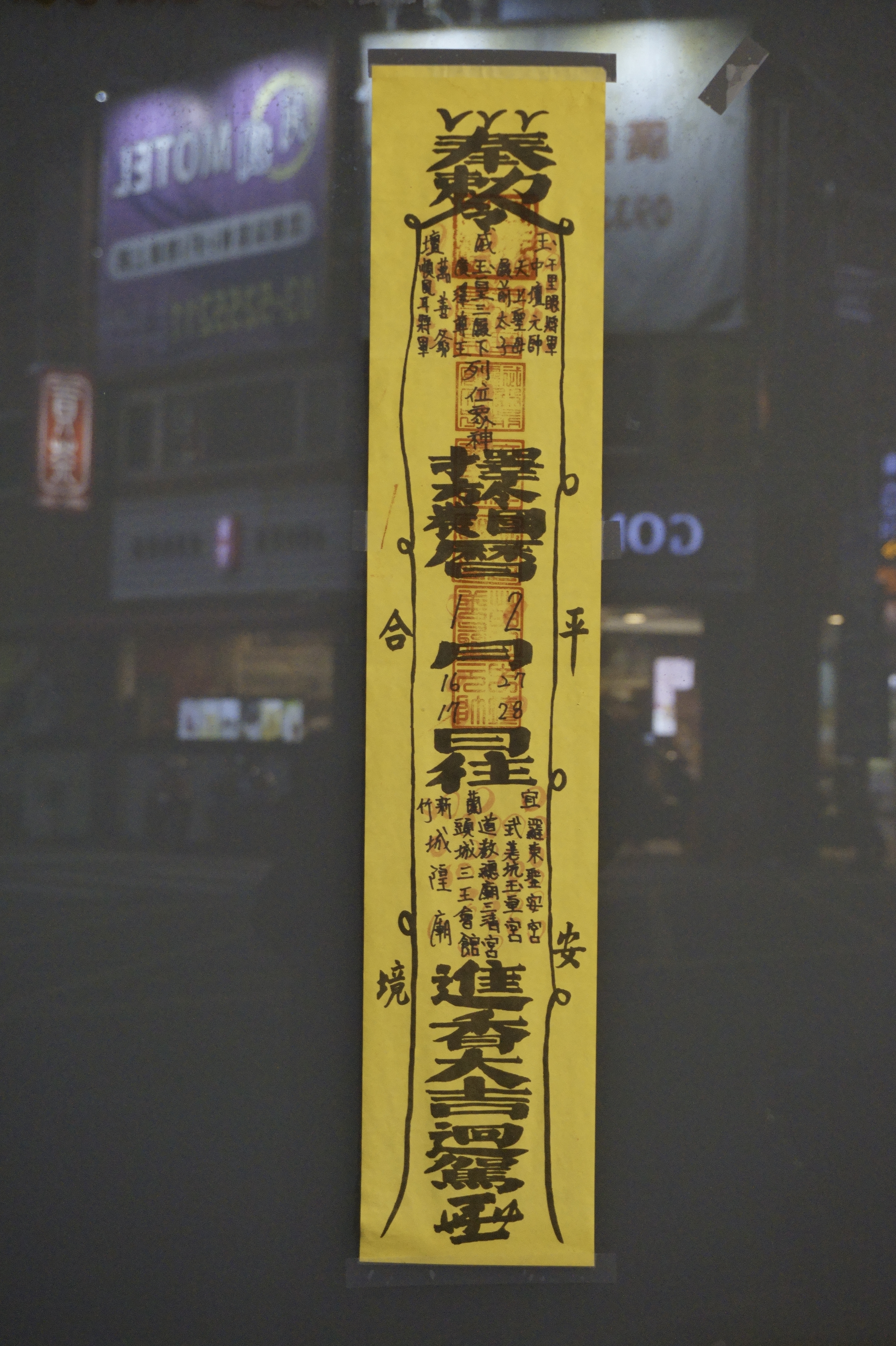
台湾の新竹市の寺院に貼られている道教符。

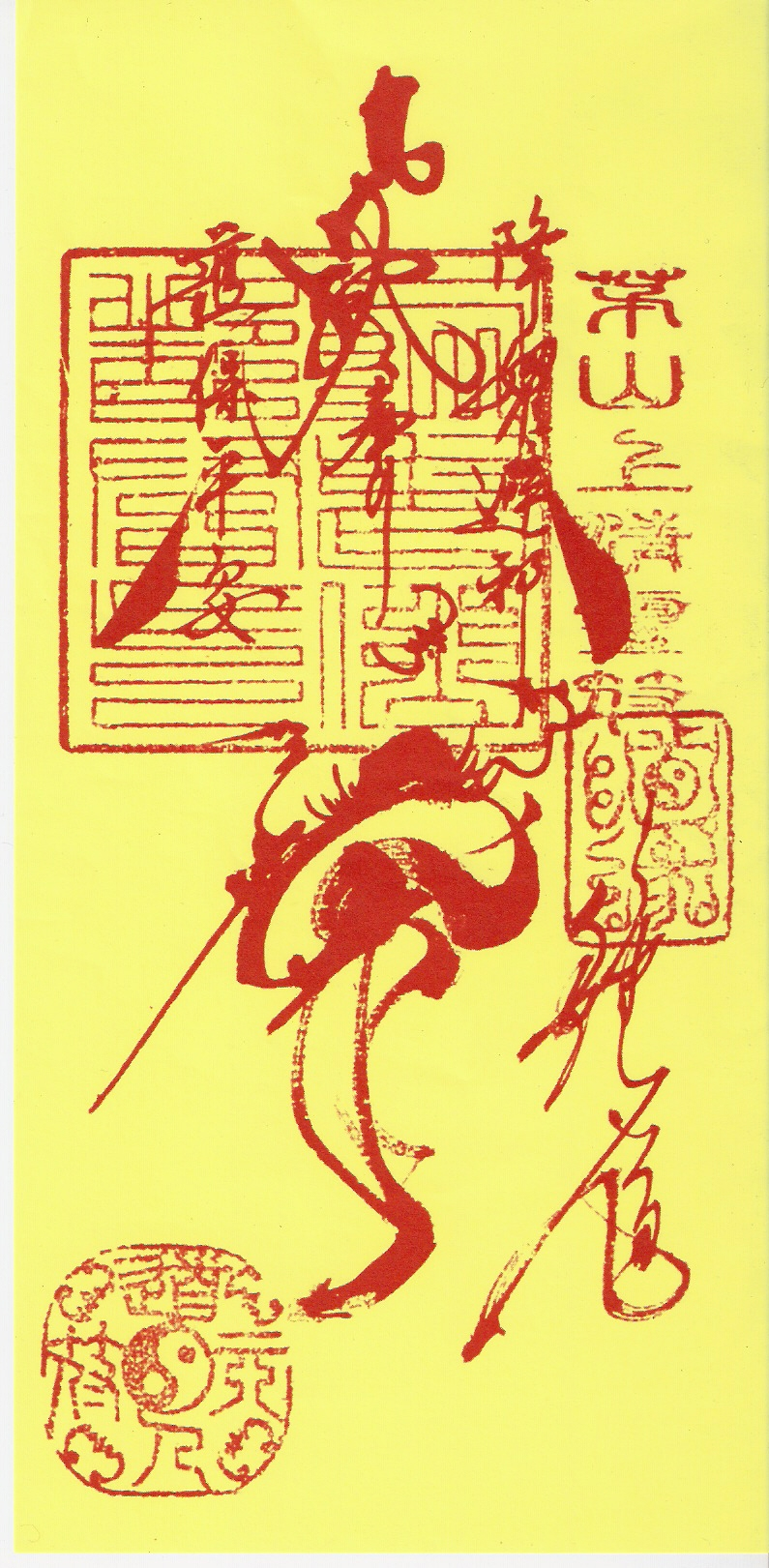
符籙の一種。

中国には霊的な能力が宿るとされる「符」（おふだ、霊符）が古くから用いられ、天災・人災の防止や邪悪・病魔の退散のための呪術の一種として普及した。道教においても古くから符・霊符が用いられ、その結びつきは強く、符籙といった呪術に対抗して生まれた全真教でさえ後になると符を用いていた。
符は、道士によって書写され、紙や布の上に篆書・隷書の文字が書かれたり、文字ではない屈曲した図柄や星・雷の図形などが書かれた。道教経典によれば、太上老君が東方に発する気の形状や、蛇のようにうねる山岳や川の様子を天空から見て描写したとされる。こうして書かれた符は、宇宙の生成化育・変化流転を表し、神秘の力と共鳴して不可思議な力を発揮するとされた。
天師道の家では、7歳から16歳までに道術を学び、道術を会得すれば「符籙」が授けられるとされた。「籙」とは、名簿・記録のことで、天官や神仙の名籙と道士の名冊（登真籙）の二種がある。登真籙には、道士の姓名や道号などが記され、儀式を挙行して霊的に道士の名前が登記され、これによって道士として認められて天神の加護を得ることができた。したがって、道士によって籙は神に授かった非常に重要なものであり、その授受の儀式は荘厳なものであった。籙は霊符とともに用いられることも多いため、「符籙」とも呼ばれる。

#### 伝度儀礼
伝度とは、道教教団への加入式で、道士になるための儀式である。基本的には、戒律を受けることや、天師の牒籙を受けることによって道士となる。道士の階級は細かく区分されており、籙・戒をどれほど受けたかによって差が設けられている。正一教の場合、子供は七歳で最初の宗教的位階を受けて「更令」と呼ばれ、数年の間隔を置いて最初の籙である「童子一将軍籙、三将軍籙、十将軍籙」を受け、思春期の頃に「七十五将軍籙」を受け、「籙生」となる。籙を伝授されるということは、受けたものがその籙の神々を盟約関係を結ぶということである。叙階の前夜には儀式の開催を告げる「上章」を行い、集まった神々に位階を授ける弟子を知ってもらい、翌朝に「度籙」の儀礼が行われる。こうした制度は、官僚的なシステムによって統制されており、伝授による位階が細かく定められていた。

#### 斎醮儀礼
斎醮は、死者を救済する死者儀礼と、人々の生活における危険を排除し平安を祈る祈安儀礼の二つの系統がある。
死者救済儀礼として盛興したのが黄籙斎である。道士は本来は修行によって自らが仙人となることを目指す修行者だが、ここでは斎主の依頼によって道士が罪の懺悔を主とする儀礼を行い、その功徳を使者に振り向ける。道士にとってはこれが他者のためのための利他行であり、こうした儀式を行うことそのものが一種の修行となる。また、他に在家信者の間では『度人経』の読誦による死者儀礼も行われていたとされる。
一方、生者の救済のために行われるのが祈安儀礼であり、金籙斎がその代表である。祈安の対象はさまざまで、災厄を起こす星を占いで特定してその送星に対する儀式を行う例や、一種の地鎮祭を行う例、生前に予め黄籙斎を行い一定の符を与えておく儀式、疾病に対して神に謝罪する儀式などがある。こうした儀式においては、灯儀（神灯を関祝する儀式）と醮儀（酒を神に献上する儀式）が多く見られる。

### 宇宙論

#### 天界説
道教において、天の世界は神々の住む場所であり、人も程度に応じて到達可能な理想の境地であるとされたが、具体的な天界説は経典によってさまざまで、統一されていない。唐代初期の頃に天界説として定着したのが「三十六天説」であり、これによれば、天界は三十六の天が積み重なった構造をしており、三界の内にある「二十八天」と、その上にある「八天」に分かれる。三界二十八天のうち、下の六天は欲界、次の十八天は色界、次の四天は無色界で、三界二十八天に住む者は、寿命は長く、美しい宝玉に囲まれているが、生死を免れることはない。無色界の上には四天があり、そこには生死はなく、災害も及ばない。その上には三境（太清境・上清境・玉清境）があり、その上（三十六天の最上部）には大羅天がいて、過去・現在・未来の三世の天尊がそこにいる。
三十六天説は、仏教の三界二十八天説を下層部に取り込んでおり、仏教の天界の上に道教独自の天を置くことによって仏教よりも優位であることを示した。また、神仙は細かくランク分けされ、それぞれの位階に応じて住む場所が決まっており、三境には九仙・九真・九聖の二十七の位があり、それぞれの位の仙人・真人・聖人が住むとされた。

#### 地上の仙人
天界は神仙の住む場所とされたが、地上にも神仙の住む場所はあるとされ、古くは蓬萊山や崑崙山がその場所であるとされた。地仙（地上で暮らす仙人）の別天地として徐々に整理されたのが「洞天」の世界で、六朝時代中期ごろから、天と同様に三十六の洞天があるという観念が生まれた。『真誥』では洞天の一つとして茅山にあるとされる「華陽洞天」について記載されており、その洞窟の中は特殊な光によって外界と同じように明るく、草木・水沢・飛鳥・風雲など外界と同じ自然が広がっている。宮殿や役所があって多くの地仙が仙官（仙人世界の官僚）となり、全体が上位の神仙の統轄のもとにある。

#### 鬼の世界
「鬼」とは死者の霊魂や天地山川の精霊のことである。不老不死を理想に掲げる道教としては、鬼は理想を達成できなかった存在ということになるが、実際には誰もが死からは逃れられず、実際には道教と鬼の観念は深いかかわりを持っていた。中国古来の泰山伝説が仏教の「地獄」の観念と結びつき、人は死後に泰山地獄に入って泰山府君による裁きを受け、冥界での処遇が決まると考えられるようになった。たとえば、『真誥』では、死者が第一から第六まで存在する天宮に赴き、鬼界での処遇を決められると描かれている。
『真誥』によれば、世界は仙界・人界・鬼界の三部からなり、それぞれの世界に住む者は固定しておらず行為の善悪によって上に昇ったり下に降ったり循環往来すると説かれる。人界から仙界への移動のためには、服気・存思などの道術や、経典の読誦、按摩・理髪・導引などの健康法などが必要とされる。一方、鬼界から仙界・人界に移ることができる者は、地下主者・地下鬼者と呼ばれる、鬼と仙との中間的な存在である。地下主者となることができるのは、生前に忠孝や貞廉であったり陰徳があった人で、死後長い年月を経て仙人になれるとされている。このようにして、現世において仙人になることができなかったものでも、死後に仙人になることがありうるとされ、仙界への道がより広く開かれることとなった。

### 日常倫理
道教においては、地上の人間の行為を天の神が見ていて、行為の善悪に従ってその応報として禍福がもたらされるという観念があり、そこから日常で守るべき倫理が説かれた。人の行為に天が賞罰を与えるという考え方は『墨子』や董仲舒の災異説など中国に古くから存在し、道教関連では『抱朴子』のほか、『太平経』や『霊宝経』などに見えている。『霊宝経』には日常において守るべき倫理として「十戒」が挙げられ、これは仏教の「戒」の影響を受けつつ、中国の日常倫理と融合したものになっている。
その後、宋代以後に民衆の間で流行した「善書」や、行為の善悪を点数化する「功過格」によって日常倫理が説かれることとなった。

#### 善書
善書は一般民衆を教化する通俗的な民衆道徳書であり、下層知識人や庶民に向けて書かれていた。道教系・仏教系のものがあり、無料で頒布された（無料で頒布するという行為自体が善行であるともされた）。道教的な善書の源流は南宋にあるが、明末になって三教合一の風潮が強くなると特に流行した。善書の誕生の背景には、一般民衆が主体的な行動によって自身の禍福を定められるという観念があり、これは宋代以降の庶民の社会的地位の向上を反映していると考えられる。
道教的な善書の最初の例が南宋の『太上感応篇』で、太上老君に授けられた言葉として12世紀中ごろから流行するようになった。13世紀の理宗は、この本の出版流通を積極的に行った。ここには、身近な日常倫理が具体例とともに平易に説かれており、その内容は儒教・仏教・道教の枠を超えて全ての人々に通用するものであった。この書は、勧善懲悪の書として人々を教化する書として長い間中国社会において大きな役割を果たした。

#### 功過格
同じく宋代以降に流行した「功過格」は、行為の善悪を点数によって示し、その数値によって自分の行いを反省し、道徳実践に向かうように勧めた書の総称である。現在伝わる最古の功過格は1171年に浄明道の道士によって伝えられたとされる『太微仙君功過格』であるが、当初は道士や信徒を対象に規律を具体化した道教教団的な色彩が濃いものであった。明末になると、より庶民に開かれた日常的行為の規範として簡潔な功過格が生まれた。たとえば、「重病人を一人救うと10ポイント」「人の財物を盗んだ場合は百銭でマイナス1ポイント」というように細かに点数が定められており、人々は寝る前に「簿籍」（功過簿）にその点数を正直に記入し、自分の功過の総数を知り、自身の道徳的行為を省察した。
善書・功過格を実践した人物として著名なのが袁了凡で、彼は当初は人間の運命は定められているという宿命論的思考を持っていたが、功過格を授けられ、自分の意思と善行によって運命を改変することができるという立命論（造命論）の立場に転じた。彼は功過格を実践して願いを成就して進士に至り、民衆に善書を広め、下級知識人層に影響を与えた。

### 経典
道教の経典を集めた『道蔵』は、三洞四輔十二類の分類で分けられている。三洞とは、洞真経・洞玄経・洞神経の三つで、それぞれが本文・神符・玉訣・霊図・譜録・戒律・威儀・方法・衆術・記伝・讃頌・表奏の十二類に分かれている。三洞は上清経・霊宝経・三皇経（三皇文）とも呼ばれ、4世紀から5世紀に茅山派を中心に制作された。四輔はこれより遅れて5世紀から6世紀に作られ、太平道や天師道、道家や神仙家などの書物を補って成立した。ただ、三洞四輔が厳格に分類通りに分けられているわけではなく、また『墨子』や『韓非子』など道教以外の書物も一部含まれている。
洞真経（上清経）三洞最上位の上清経を伝えた一派の開祖は、任城国任城県の女性の魏華存である。彼女は2人の息子と戦乱を避けて江南に移住し、そこで天師道の祭酒（指導者）になったという。その後仙道を極めて仙女となり、紫虚元君・南岳夫人を名乗った。東晋の役人の許謐は霊媒の助けを借りて紫虚元君らを仙界から降臨させ、教示を書き残した。これが時代を得て上清経になったという。精神を研ぎ澄ます瞑想法の存思法などの修練を通して汚れた人間界を脱し、神仙界へ至ることを説く。
洞玄経（霊宝経）霊宝経の起源は禹の時代に遡るとされ、邪鬼を排し昇仙を成すという神人から賜った「霊宝五符」とその呪術にあるとされる。これは江南の葛氏道と呼ばれる一族が伝え、経典として整備された。その内容は仏教、特に大乗仏教の影響を受け、輪廻転生や元始天尊が衆生を救済するという思想を持つ。また儀礼を詳しく定めている点も特徴である。
洞神経（三皇経）三皇経という名は天皇・地皇・人皇から来ているという。出自には2つの説があり、西城山の石室の壁に刻まれた文言を帛和という人物が学び取ったとも、嵩山で鮑靚という人物が石室から発見したとも言う。既にほとんどが散逸し現在には全く伝わらないが、悪鬼魍魎の退散法や鬼神の使役法などが書かれていたという。
四輔「四輔」は太玄・太平・太清・正一の四部からなる。太玄・太平・太清は、洞真・洞玄・洞神の教義を補足するもので、正一は三洞・三輔の内容を全て含む。太玄部は『老子道徳経』およびこれに関係する経典類、太平部は『太平経』の残存しているもの、太清部は金丹に関係した文献、正一部は五斗米道・天師道関係の経典である。

## 芸術・文化・医学

### 文学
道教は「神仙」という現実を超えた存在を理想として掲げるため、想像力の世界と深く関わり、志怪小説を始めとしてさまざまな文学作品を生み出した。以下の例がある。
- 遊仙詩 - 俗界を離れて仙界で遊ぶことをうたった詩[104]。
- 歩虚詞 - 神仙となって虚空を飛行するさまをうたった歌曲[104]。
- 変文 - 唐から五代にかけて流行した布教のための絵解きの話本[104]。
- 宝巻 - 明清時代に流行した布教のための語り物[104]。

特に文学作品として大きな影響を与えたのが、5世紀末に陶弘景によって編纂された『真誥』である。ここには洞天や鬼界が生き生きと描かれているほか、その詩は『楚辞』との関連が指摘される。『真誥』は白居易・李白・杜甫・韋応物・李商隠らの詩にその影響が見られる。
また、口語で書かれた通俗的な作品は、当時の庶民文化を濃厚に反映するため、道教を始めとする宗教の要素が多く見出される。たとえば、『水滸伝』の冒頭は宋の仁宗 (宋)が龍虎山の張天師のもとへ疫病鎮圧の依頼のために役人を派遣するシーンから始まる。また、『三国志演義』に登場する諸葛亮は道士として登場し、道術によって風を起こす。ただし、通俗文学に対する影響は道教だけではなく、仏教や儒教の影響も濃厚に見出される。

### 演劇・音楽
宋から清にかけて戯曲が流行し、道教に関連する作品も少なくない。明の朱権が元の雑劇を12に分類した際、第一に「神仙道化」劇、第二に「隠居楽道」劇を挙げており、ともに道教思想を反映する。神仙道化劇においては、人間は仙人に人生のむなしさや欲望の愚かさを説かれ、紆余曲折を経てようやく世俗を棄て、得道に至るという筋書きの話が多い。不飲酒不邪淫といった戒律が説かれる場合もあれば、練気による体感、または厭世感や神仙世界への憧憬といった心情を中心に描くものもある。
また、演劇の際に必要となる音楽も道教との関係が深い。もともと『太平経』に音楽と天地自然の気の関係が説かれており、道観において「道曲」が演奏された。そのうち歌唱局は唐代の梨園で歌舞と融合して「法曲」に取り込まれ、器楽曲は「俗曲」として急速に民間に広まって「道情」と呼ばれた。当初は道教の経典の内容を歌唱に託して教えを広めるためのものであったが、その後は民間の語り物である説唱の一種「道情鼓子詞」として形を変えた。これには地域によってさまざまな形態があり、南方の四川竹琴や湖北漁鼓、北方の「道情戯」などがある。

### 絵画
道教をモチーフにして描かれた絵画も多く存在し、魏晋南北朝時代には顧愷之の「洛神賦図」「列仙図」や張僧繇の「行道天王図」といった作品群が生み出された。その全盛期は唐代から宋元時代にかけてであり、唐代の作品として現存するものはないが、『歴代名画記』『益州名画録』などには長安や洛陽に存在した道観壁画が数多く記録されている。宋代の『宣和画譜』には唐代画人の道教絵画が列挙されているほか、呉道玄といった代表的な作家が生まれた。宋代に入っても開封の道観壁画など多くの作例があるが、道教絵画の画作を生業とする画工の作品はやや軽んじられるようになった。
また、そもそも中国では絵画を書くためには精神を集中し、精神と自然を調和させる必要があるとされる。そのためには道と合一し陰陽の調和を保つことが求められるため、絵画芸術と道教の関係は深い。特に山水画に道教の理想が現れているとされる。山水画は、神仙思想や道教思想に基づく想像上の理想郷や、隠逸思想を基礎とした心象風景を描いているという点でも道教的である。

### 書
中国の書芸術を代表する人物である東晋の王羲之は熱心な道教徒であり、彼が書した『黄庭経』は道教経典であったほか、『真誥』の制作に関わっていた許氏一族と深い関係を有していた。また、『真誥』には王羲之自身も登場している。『真誥』を整理し道教の教理を整備した陶弘景も能書家として知られ、『法書要録』には南朝梁の武帝と彼の書に関する往復書簡が収められている。唐の顔真卿も上清派に傾斜していたことで知られ、「麻姑仙壇記」「魏夫人仙壇碑」「華姑仙壇碑」など道教ゆかりの作品を数多く残した。顔真卿自身が尸解仙になったという伝説もある。
なお、道教の神仙世界では、「天書」と呼ばれる天上の文字が用いられており、これを模写することから「地書」つまり地上の文字が生まれたとされる。

### 建築

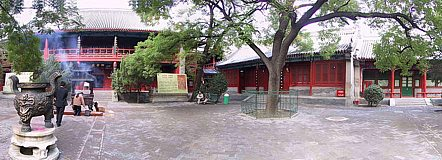
北京の白雲観

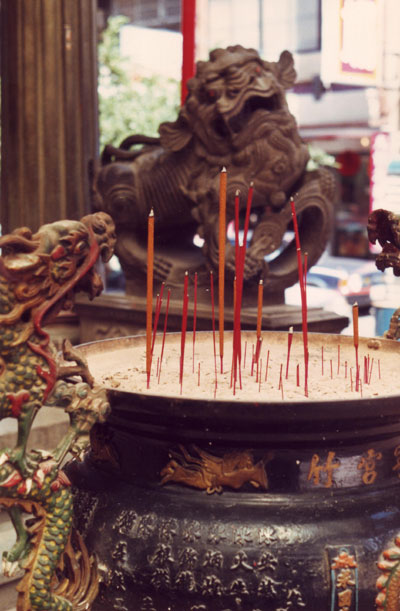
台湾にある道観（道教の寺）

道教の宗教活動のための施設は「道観」（道宮・道院）と呼ばれ、現存するものとしては宋元時代に由来を持つものが最古である。ただし、道教建築にはさまざまな要素が混在しており、仏寺・道観・民間祠が区別しがたい場合も多い。道教研究者の奈良行博は、道教の祀廟（礼拝活動をする施設）を以下の三種に分けて整理している。
1. 朝祭系祀廟
中国では古くから五嶽に対する信仰があり、道教でも聖地として尊ばれた。泰山や華山に山裾には嶽神を祀る巨大な嶽神廟が建てられた。基本的には山の南側に立地し、廟の背後から山体をさらに北側へと遥拝できるようになっている。これらはもとは朝廷祭祀用の施設であったが、道教や仏教の活動拠点となった[119]。
2. 平地都市型祀廟
平地に建設される祀廟は広大な敷地を持ち、中軸線上に霊宮・三清の順に祠殿が置かれるか、両者のいずれかが置かれる。蓋部装飾は簡素で、大棟両端に鴟尾が控え、場合によっては中央に宝珠が載る。ただ、いずれも外観から明確な道教建築の特徴が見出せるわけではない[120]。
3. 山中・山頂型祀廟
道教では聖地を「洞天福地」と呼ぶが、司馬承禎の『天地宮府図』に収められた洞天福地のほとんどが山に関連する土地である。五斗米道の活動拠点である24カ所の「治」が山に置かれていたのと同様に、その後の道教施設も山に置かれるものが多い。山腹の急な斜面を這い上がるようにして配置されている場合もあり、三清が最上階に設置されるなど三十六天の観念を反映するものもある。ほか、洞窟の入り口に祠殿が設けられる場合や、山頂に設けられる場合もある[121]。

### 医学・養生術
養生術に対する関心は戦国時代から存在し、『荘子』において呼吸術や導引の術（身体の屈伸運動）に対する言及が見られる。養生術においては「気」が大きな役割をもち、『老子』においては純粋な「気」を保ち、この上なき柔軟性を持ち続けることによって、嬰児のような生命力を維持できるとされる。養生術は、医学・薬学ともかかわりを持ちながら、「気」を基盤に置く身体鍛錬の方法として、徐々に道教の中に取り込まれていった。

#### 胎息
胎息とは、道教独自の呼吸法のことで、胎児が母親の体内にあるときには口や鼻では呼吸を行わないことから連想された。その方法は、口や鼻からの息の出し入れを、その音も聞こえず、また自覚もできないほどにきわめて微弱にし、吸い込んだ息を呼吸器から消化管に通し、できるだけ長時間体内に留めておき、その後に口から吐き出す。道教においては、人間に肉体は気からできており、気が消滅すると人間は死亡すると考えられておいたため、体内の気を保持充足させる必要が生まれた。胎息は、道教の呼吸法の中では高度なものとされ、これが修行の目標とされる場合もある。
気が重視されたことから、気を体内に巡らせることも重要視され、これは「行気」と呼ばれた。行気の実践法の基本事項は、呼吸において生命力に満ちた清らかな「気」を吸入すること、より多く吸い込みより少なく吐き出すこと、体内の気海（下丹田）に気を充満させること、気を吸入した後に気管を閉ざし気を体内に巡らせることなどである。

#### 導引
導引とは、気との一体化を目指して長生きするために行う一種の柔軟体操で、健康維持・治病などにも役立てようとするものである。導引の歴史は古く、馬王堆帛書の「導引図」には数十人の男女の様々な」動作が描かれ、確認されるものだけで44の導引の型がある。導引は秦漢時代から普及し、後漢末から三国初期に「五禽戯」（虎・鹿・熊・猨・鳥）という五種類のパターンに体系化された。たとえば「虎」のポーズでは、まず身体をかがめて両手を地面につけ、頭をあげて両目は前方を見る。左手をあげ、右足をあげて重心を前に移し、前へ歩きはじめ、左手と右足が落地すると同時に、右手と左足を前に出して歩く。このようにして前に三歩進み、後ろに三歩戻って、左腕と右太ももを曲げ、身体を左側へごろんと一回転させてから、両手両足を着けて元の姿勢に戻る。導引は医療・神仙術・道教儀礼などさまざまな場面に取り入れられ、現代は気功としてよく知られている。

#### 医薬
中国最古の薬物書に後漢初期に成書したとされる『神農本草経』があり、365種類の漢方薬が記されて、上品（養命の薬）・中品（養性の薬）・下品（治病の薬）の三つの分類がある。以後、梁の道士の陶弘景によって『神農本草経集注』が作られるなど、特に道士によって本草学の研究が進んだ。

#### 鍼灸
鍼灸は中国においては古くから行われており、殷代にまで遡るとされるが、その実質的な誕生は後漢の頃であり、道教との接触が認められる。たとえば『太平経』には鍼灸に関する記述が含まれている。のち、隋の『諸病源候論』には不老長生の薬を体内で生育する場所としての「丹田」の学説が説かれているが、これには『難経』以来の鍼灸医学が反映されている。

#### 房中術
道教において、性交は自己と自己以外の気の結合（合気）で、宇宙と身体の相関システムの調和のために必要なものであると考えられたため、房中術が発展した。これは集団的乱交、婚姻による夫との関係、人間と神との想像上の結合といったさまざまな形式で現れるが、いずれにしても、性実践は道教の核心部に位置する。性の力は生命の表現であり、男性には創生、女性には変化という役割が与えられて、その気の運動によって「一気」を得て、道に近づくことができると考えられた。房中術に関する記載は『抱朴子』や『太平経』といった初期の経典にも見えるほか、たとえば天師道においては性生活は宗教生活の一部に取り入れられ、「過度」や「合気」といった性の儀式が行われた。遊女通いをする道士も多く、道観が身分の低い女性や遊女の受け入れ先となる場合もあった。
こうした状況が仏教などから批判されることもあり、寇謙之によって気の合一の禁止が唱えられたことがあったほか、宗派によっては房中術に対して曖昧な態度をとることもあった。たとえば、『真誥』においては房中術にさほど意義を認めない箇所もあれば、道に従って交接するのであれば有益な術であると説く個所もある。
ただ、陰陽の交流は道教からは切り離せないものであり、その交流の重要性は説かれ続けた。房中術の文化はのちにさまざまな方向に発達し、春画の制作や、性交渉時の体位における工夫、薬の使用などに繋がった。唐から宋の頃になると、悦楽のための房中術も発展し、性文学が現れたほか、性具も用いられるようになった。

## 三教の関係

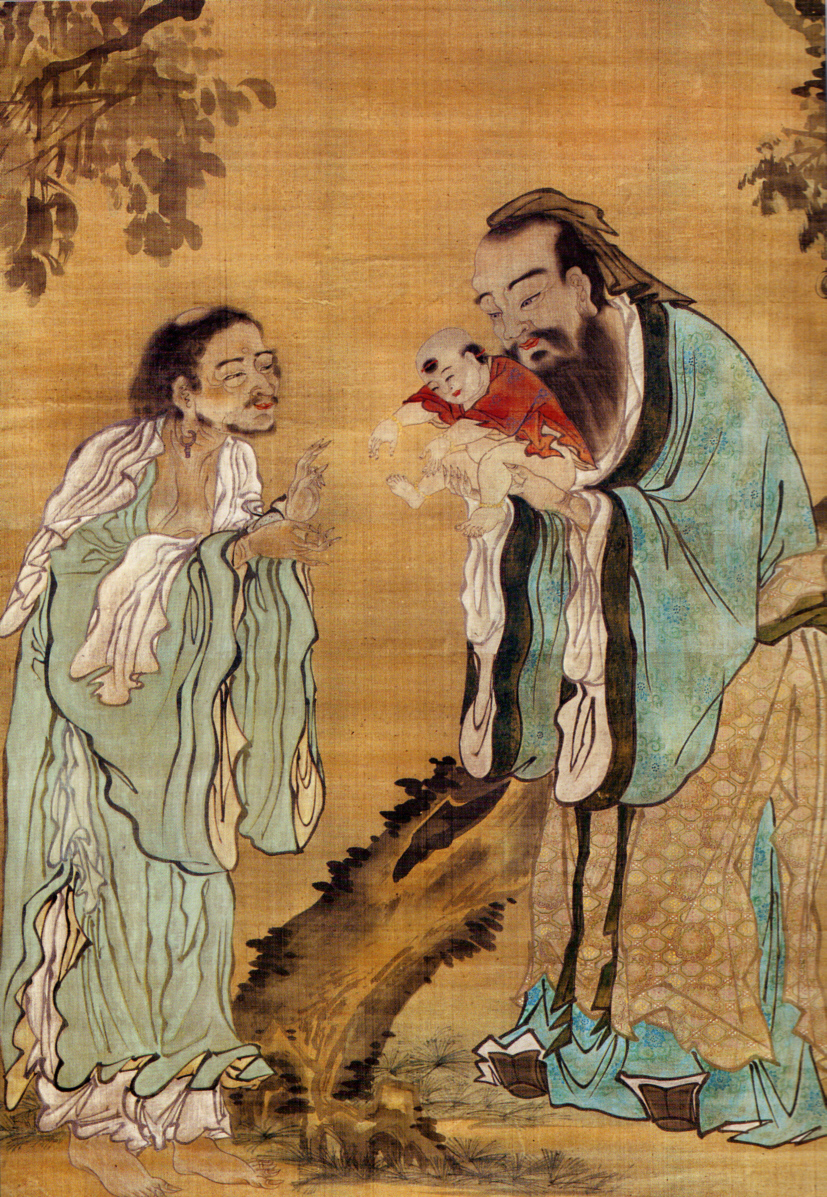
孔子が老子に仏陀を手渡す画

道教・儒教・仏教の間には様々な相互交渉と融合が起こった。仏教と道教の融合の事例としては、天界説・「劫」の観念・地獄・止観・禅の思想・大乗思想・空思想・仏性思想などがある。儒教と道教の融合の事例は倫理思想の面によく現れており、『太平経』や『抱朴子』など、儒教の倫理道徳が基調となっている経典は多い。
道教・儒教・仏教の三教の優劣が争われ始めたのは特に南北朝で、皇帝の前で公開討論が実施されるなど、道教は儒教および仏教と三つ巴の抗争時代へと入り、充分な理論の形成が必要となった。この頃、南朝で「三洞四輔」や「三十六部尊経」などの体系的な経典が成立した。さらに、仏教に対する優位性を示すため、老子が西域に渡り釈迦になったという説を立てる『老子化胡経』や、仏教の「三界二十八天」を上回る「三界三十六天説」を作り出すなど、教理の拡充と強化を進めた。一方、仏教の側からも老子・孔子・顔淵は仏が中国の人々を教化するために派遣した仏弟子であるとする「三聖派遣説」などが唱えられた。

### 仏教と道教
元徽年間、道士の顧歓が「夷夏論」を著すと、「夷夏論争」と呼ばれる仏教と道教の論争が始まった。顧歓は、仏教と道教はその根源的な真理は一致しており、どちらも人々の本性を完成させるという目的は同じであるが、そのための教化方法が異なり、中国においては中国の風俗に合った道教がふさわしいと述べた。
仏教が中国に伝来した際には、中国に固有に存在した道家思想・神仙思想を媒介として中国の社会・文化の中に流入した。同時に、仏教の要素が道教にも取り入れられるようになった。特に『霊宝経』の仏教需要は顕著で、仏教の宇宙論・大乗思想・因果応報思想・戒律などが霊宝経の中に取り入れられている。また、道教には、人々が自力で仙界に到達するという自己救済の形式だけではなく、人々の苦しみを救う神格も存在するが、特に六朝時代中期以降には、仏教の大乗思想を道教が受容し、冥界の死者をも含めたすべての存在を救済するという考え方が取り込まれ、様々な斎法儀礼が整えられた。
唐代にも、仏教が系統的な解釈を重ね、教相判釈という中国独自の価値序列を編み出し思弁性を高めていたことに対抗し、道教側も仏教的な要素を吸収しながら理論の深化を推し進めた。たとえば、唐代を代表する道教経典『太上一乗海空智蔵経』（『海空経』）や『太玄真一本際経』、『大乗妙林経』などは「道性」（「道」を具えた本性）を誰しもが持つと説いているが、これは仏教の『涅槃経』の「仏性」の概念に影響を受けている。ほか、司馬承禎の『坐忘論』は、仏教の天台止観の方法を取り入れながらも、『荘子』の思想を基調としており、道教の修養論として後世大きな影響を与えた。

### 儒教と道教
儒教で最も重んじられる道徳である「孝」も道教に取り入られており、祖先祭祀を行うことによって、亡き先祖を思う心が天を感動させ、冥界の魂に報いが及ぶと考えられていた。陸修静が整備した儀礼である「霊宝斎」は、父母の重恩を思う気持ちが斎の根本であることを強調し、家の祖先を供養するための斎や国家の安寧を祈願する斎を整備した。これは儒教の思想と同じように家と国家の安寧を祈願するものであり、唐代に道教が王朝に重んじられるきっかけを作った。

### 三教帰一の思想
こうして三教の間の交渉・融合が進むにつれて、儒・仏・道の一致を主張する説も多く提出されるようになってきた。特に宋代以後になると、自己修養を目的に内丹に関心を持つ人が増え、その一致が説かれるようになった。道教の側からこの議論を行ったのが『悟真篇』で、この書では「性」に重きを置く仏教と「命」に重きを置く道教は不可分で、かつ儒教経典である『論語』や『易』を引用しながら孔子が性命の奥義に通じていたと述べられている。

## 中国外における道教
道教は特にアジアにおいて伝播し、各地域の文化にさまざまな影響を与えた。現在、シンガポールにおいては総人口の3割ほどが道教信者であるほか、香港でも熱心に信仰されている。道観の最大の拠点は台湾に置かれている。また、西洋においては仏教・儒教ほど普及したわけではないが、華人の住む地区には道教信徒コミュニティが多く存在するほか、道教の技術や実践に対する関心は高い。
たとえば、道教の寺院の媽祖廟（海上守護・航海安全の祈願）は、もともと海難の予言を行った福建の巫女を祀ったものであり、アジアの沿海地域（シンガポール・台湾・日本など）に数多く存在する。また、関帝廟（関聖廟・関聖帝君廟・武帝廟・老爺廟）も山西商人によって商業神として広められ、各地に存在する。

### 韓国
韓国道教については、韓国の道教研究者は韓国で自生したものとする説が多い一方、国外の研究者からは中国から伝来したものであると考えられることが多い。自生説の根拠は、『三国史記』に新羅の「風流」や「花郎」という独自の教えがあり、これらと神仙の関わりが指摘されている。また、韓国道教の説話には、檀君説話や高句麗の建国神話と関連し、韓国で発生したことを説くものがある。伝来説の根拠は、『三国史記』に624年に唐の高祖が道士・天尊像・道法を高句麗に送ったと記されており、これによって道教が積極的に導入され、制度的に定着したとする。また、これ以前にも、4世紀初め以前の楽浪の遺跡から道教の呪具である銅鏡が見つかっているし、5世紀初めの古墳壁画にも仙人・仙獣が描かれている。

### 琉球
琉球には、道士が渡来して定住した記録や、道観が建築された記録は残っておらず、道教が体系的に伝来したわけではない。しかし、道教とかかわりの深い神々が琉球に渡来したことは確かで、その神々は民間の廟神・国家の守護神といった多元的な面を有していた。また、国王と道教の関わりとしては、1436年に中山王の懐機は龍虎山の張天師に書簡を送り、符籙を賜るように願い、その後に符籙を受け取ったことがある。沖縄における中国伝来の信仰・習俗を詳細に調査したのが道教研究者の窪徳忠で、彼によって久米村の天妃廟・天尊堂や、人家のかまど神、集落の土帝君、屋敷の入り口に設けられた屏風、祭祀用の紙銭といった事例が報告されている。

### 日本
道教の日本への伝来は、儒教・仏教が総合的な文化体系として日本に大きな影響を与えたのに比べると、組織的な形で流入したわけではない。実際、遣唐使が玄宗に謁見した際、道士を紹介されたが日本は道教を尊ばないという理由で拒否したことがあり、遣唐使などの正式な形で道士が日本に渡来したことはない。日本では道士や道観はほとんど見受けられず、道教が体系的な構造をもって日本に定着したとはいえない。
しかし、思想面では道教の影響を多大に受けており、日本の人々の基本的思惟の形成に関わってきたとされる。道教を構成するさまざまな要素は日本に伝わっており、特に神仙術・養生思想は早くから日本に流入していた。『日本国見在書目録』には、『神仙伝』や『列仙伝』のほか、『山海経』『神異経』『十洲記』といった道教的宇宙観に関わる書、また『抱朴子』『老子化胡経』『本際経』『太上霊宝経』などが記録されている。

#### 古代日本文化と道教
古くは、古墳時代前期の遺跡から発掘されている三角縁神獣鏡には神仙の像が刻まれたものがあり、合わせて不老長寿・富貴栄達・子孫繁栄を願う文が記されている。神仙思想は「常世国」の観念と結びつき、不老不死の仙人が住む理想郷としての常世国が考えられるようになった。『浦島太郎』の物語となった『日本書紀』の記録においては、常世国と蓬莱山が結び付けられている。日本の神と道教神話が関係する場合も多く、たとえば天理市石上神宮のフツノミタマには道教の尸解仙のイメージが重ね合わされており、その逸話は『荘子』と共通する部分がある。こうした古代日本文化と道教の関係は、福永光司によって網羅的に論じられている。
神仙思想のほか、医薬の術・養生法・除災の呪術・占術といった日常生活に密接に結びついた実用的・具体的な面も多く受容された。『日本書紀』によれば、6世紀に百済から易博士・暦博士・医博士・採薬師などが派遣されたほか、7世紀初期には僧侶によって暦本や遁甲方術の書がもたらされた。こうした技術の中には、道教の要素の一つである陰陽五行思想や呪禁・占い・おふだなどが含まれている。こうした技術は、大宝律令によって陰陽寮（陰陽・暦・天文・漏刻）と典薬寮（医薬）が設置され、律令国家の中に組み込まれることとなった。また、927年成立の『延喜式』に記された天地の神々に対する祭祀においては、そこで用いられる祝詞に儒教・道教の色濃い影響が見受けられる。
また、呪術やおふだも広く用いられており、古代から中世に至るまで多数の「呪符木簡」が発見されている。これは短冊状の木の板に符の文様と文字を記したもので、さまざまな用途に用いられた。中世から近年に至るまでよく用いられている道教由来の呪文に「急々如律令」という言葉がある。これはもとは中国の公文書の決まり文句が道教の呪術に転用されたものであり、日本では修験道で広く用いられたほか、瓦の魔除けやおふだ、また仏教寺院で用いられている例もある。また、修験道で用いられる九字護身法も『抱朴子』に由来し、もとは道教系統の呪文である。

#### 三教指帰
道教を仏教・儒教と並べて「三教」と呼び、三者を比較しつつそれぞれの思想の要点を論じたのが、空海の『三教指帰』である。この書では、三教はそれぞれ聖人の説でありそれぞれが価値を持つことを認めた上で、仏教を最上とする。空海は道教を『老子』を基調とする無欲にして「道」と一体化するという思想に、『抱朴子』の神仙思想を合わせたような形で捉えていた。

#### 江戸時代
江戸時代、漢学者や文人の間で老荘思想が流行した。これと並行して、道教文献の『太上感応篇』『天隠子』『漢武帝内伝』『抱朴子』『列仙伝』『有象列仙全伝』『新刻瓊琯白先生集』『雲笈七籤庚申部』『関尹子』などの和刻本が出版され、仏僧や神道家に読まれた。また田中玄順『本朝列仙伝』、青木北海『禹歩僊訣』などが書かれた。
江戸時代に道教教団は存在しなかったが、乗因・長谷川延年・谷口一雲・大江文坡・大神貫道・中山城山ら、道教崇拝者と言える人々が存在した。平田篤胤は『葛仙翁伝』『黄帝伝記』『赤県太古伝』など道教研究的な著作も書いていた。

#### 研究史
日本における道教研究は、上記の平田篤胤らを先駆として、明治時代に正式に始まった。戦前はマイナーな研究対象であり、中国哲学・中国文学・東洋史学・宗教学・民俗学など諸分野の研究者や、在野研究者、満鉄調査部・東亜研究所が別々に研究していた。戦後の1950年に「日本道教学会」が設立され、徐々にメジャーな研究対象となった。フランスのマスペロらの翻訳紹介も戦後に進められた。
戦前の研究者として、岡倉天心・小柳司気太・吉岡義豊・酒井忠夫・幸田露伴・橘樸・伊東忠太・窪徳忠らがいる。戦後は無数の研究者がいるが、特に福永光司は、それまで儒教が正統的だった中国哲学界で初めて東京大学教授となり、多くの後進を育てた。
道家・道教の区別については、欧米圏では中国における道家思想・道教・民間信仰などは同一視される傾向が強く、道教の源泉は道家思想に求めることが多いが、日本の学界では両者は区別されて考えられるのが一般的であった。ただ近年の研究では、日本でも道家・道教の区別はさほど強調されないことが多い。